# セドリック・ツェジガー
セドリック・ツェジガー（Cédric Zesiger、1998年6月24日 - ）は、スイス・メイリエズ出身のサッカー選手。ブンデスリーガ・FCアウクスブルク所属。スイス代表。ポジションはDF。

## 経歴

### クラブ
2019年6月29日、ヤングボーイズと4年契約を結んだ。
2023年5月3日、VfLヴォルフスブルクに4年契約で移籍した。
2025年1月14日、FCアウクスブルクに買取オプション付きでレンタル移籍した。5月27日に買取オプションが行使され、4年契約を結んだ。

### 代表
2021年9月1日、ギリシャとの親善試合で代表デビューを果たした。
UEFA EURO 2024に選出された。

## 統計

### クラブ
2022年12月19日現在
| クラブ                   | シーズン | リーグ戦         | リーグ戦 | リーグ戦 | 国際大会 | 国際大会 | 合計  | 合計  |
| クラブ                   | シーズン | ディヴィジ ョン  | 出 場    | 得 点    | 出 場    | 得 点    | 出 場 | 得 点 |
| ------------------------ | -------- | ---------------- | -------- | -------- | -------- | -------- | ----- | ----- |
| ヌーシャテル・ザマックス | 2015-16  | チャレンジリーグ | 26       | 0        | -        | -        | 26    | 0     |
| ヌーシャテル・ザマックス | 2016-17  | チャレンジリーグ | 6        | 0        | -        | -        | 6     | 0     |
| グラスホッパー           | 2016-17  | スーパーリーグ   | 7        | 0        | -        | -        | 7     | 0     |
| グラスホッパー           | 2017-18  | スーパーリーグ   | 18       | 1        | -        | -        | 18    | 1     |
| グラスホッパー           | 2018-19  | スーパーリーグ   | 21       | 1        | -        | -        | 21    | 1     |
| ヤングボーイズ           | 2019-20  | スーパーリーグ   | 23       | 2        | 5        | 0        | 28    | 2     |
| ヤングボーイズ           | 2020-21  | スーパーリーグ   | 28       | 0        | 7        | 0        | 35    | 0     |
| ヤングボーイズ           | 2021-22  | スーパーリーグ   | 20       | 0        | 0        | 0        | 21    | 0     |
| ヤングボーイズ           | 2022-23  | スーパーリーグ   | 13       | 1        | 0        | 0        | 13    | 1     |